# Penarth
Penarth je město v hrabství Vale of Glamorgan ve Walesu. Nachází se 8,4 kilometrů jihozápadně od centra hlavního města Walesu Cardiffu a leží na severním břehu ústí řeky Severn a na jižním konci oblasti Cardiff Bay. Penarth je nejbohatší přímořské letovisko v cardiffské městské oblasti a druhé největší město v hrabství Vale of Glamorgan hned po Barry. V mnoha částech města je dodnes zachována viktoriánská a edwardská architektura; ceny nemovitostí jsou zde často výrazně dražší než v nedalekém Cardiffu.
Během viktoriánského období byl Penarth velmi populárním místem pro trávení prázdnin a celonárodně označován za „zahradu u moře“. Pobývali zde turisté z Midlandsu a West Country stejně jako výletníci z celého jižního Walesu, kteří sem přijížděli převážně vlakem. V současné době je Penarth se svým pobřežím stále často navštěvováno turisty, kteří zde tráví letní dovolené (převážně starší generace), ale jejich počet je již mnohem nižší než ve viktoriánském období až do šedesátých let dvacátého století.